# Фиголівка
Фи́голівка — село в Україні, у Дворічанській селищній громаді Куп'янського району Харківської області. Населення становить 104 осіб. До 2020 орган місцевого самоврядування — Петро-Іванівська сільська рада.

## Географія
Село Фиголівка знаходиться на лівому березі річки Верхня Дворічна, біля балки Степова, є міст, вище за течією за 3 км розташоване село Петро-Іванівка. Біля села невеликий садовий масив.

## Історія
1832 — дата заснування.
7 (20) листопада 1917 року, відповідно до.Третього Універсалу Української Центральної Ради, увійшло до складу Української Народної Республіки.
Під час організованого радянською владою Голодомору 1932—1933 років померло щонайменше 3 жителі села.
12 червня 2020 року, відповідно до Розпорядження Кабінету Міністрів України  № 725-р «Про визначення адміністративних центрів та затвердження територій територіальних громад Харківської області», увійшло до складу Дворічанської селищної громади.
19 липня 2020 року, в результаті адміністративно - територіальної реформи та ліквідації Дворічанського району, село увійшло до складу Куп'янського району Харківської області.
Село було тимчасово окуповане російськими військами з 24 лютого до 14 вересня 2022 року.
14 лютого 2025 року село було повторно окуповано російською армією. 14 березня того ж року звільнено силами оборони України.

## Економіка
- В селі є молочно-товарна ферма.

## Об'єкти соціальної сфери
- Школа.